# إليعيزر بن يهودا

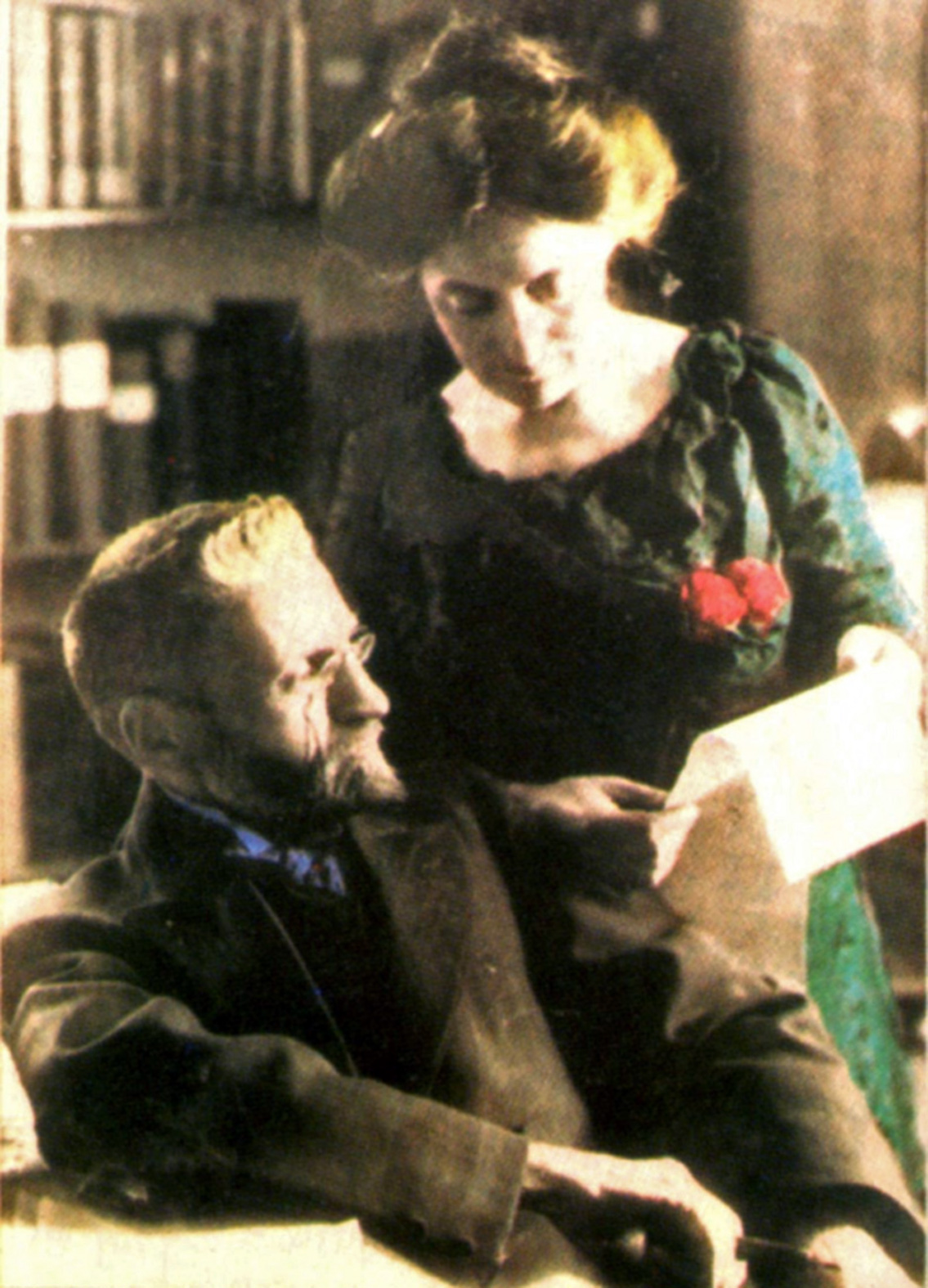
إليعيزر وحيمدة بن يهودا

إليعيزر بن يهودا (1858-1922، بالعبرية: אֱלִיעֶזֶר בֶּן־יְהוּדָה) كان أديبًا، وصحافيًا ولغويًا يهوديًا صهيونيًا، يعرف بِوَصْفه «محيي اللغة العبرية» لكونه من أبرز العاملين من أجل ترويج التكلم باللغة العبرية لدى اليهود، ومن أبرز منشئي المسار الذي أدى إلى تطور اللغة العبرية العصرية.

## نشأته وحياته
ولد بن يهودا باسم إليعيزر إسحاق پرلمن في 7 يناير 1858 في مدينة لوجكي التي كانت تقع في محافظة فيلنيوس بلتوانيا (أما اليوم فتقع داخل حدود روسيا البيضاء). كان أهله يهود أشكناز متشددين بالدين ومن طائفة الحسيدية. عندما كان في الخامس من عمره تيتم عن أبيه فأرسلته أمه ليتعلم في يشيفا (مدرسة يهودية دينية). عندما كان في العشرين من عمره سافر إلى باريس ليتعلم الطب، ولكنه ترك الدراسة بعد 3 أعوام قبل إتمامها.
في أبريل 1879 نشر مقالته الأولى حيث قال إن نهضة اليهود ستكون في فلسطين («إيرتس إسرائيل») وإن أساسها سيكون تبني اللغة العبرية في جميع مجالات الحياة اليهودية، لأن الشعب لا يتمكن من النهضة دون لغة مشتركة لأبنائه. في هذه المقالة استخدم اسم «بن يهودا» كاسم مستعار، ثم جعله اسمه الرسمي. في ذلك الحين تزوج من دڤورة يونس.
في 1881 هاجر بن يهودا مع زوجه إلى القدس حيث عاش حتى آخر أيامه. في القدس بدأ يشتغل في هيئة تحرير جريدة «حاڤاتسيلت» (חבצלת) التي كانت من أول الجرائد الصادرة بالعبرية. في 1884 أسس جريدة أخرى باللغة العبرية اسمها «هاتسڤي» (הצבי).

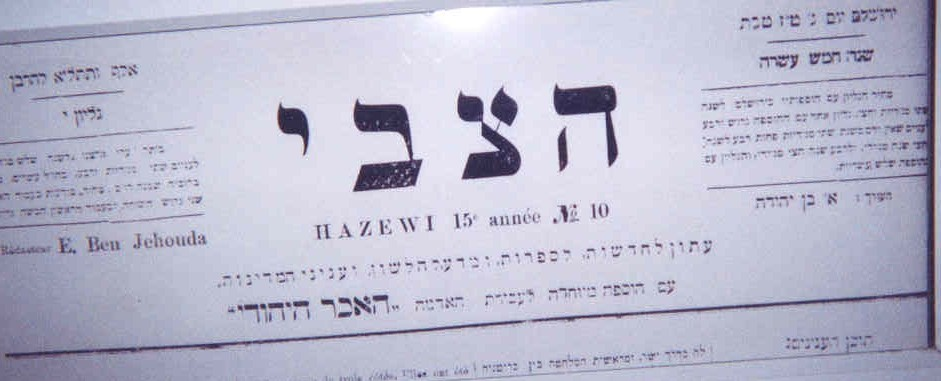
عنوان صحيفة "هاتسڤي"

في المقالات التي نشرها دعا اليهود إلى تبني اللغة العبرية وأبدع كلمات جديدة خاصة في مجالات الحياة اليومية إذ كان العبرية تستخدم حتى ذلك الحين في الكتابة الدينية أو في الأدب الراقي ونقصت كلمات لأشياء يومية بسيطة مثل أسماء المأكولات، ألعاب الأطفال، اختراعات تكنولجية وغيرها. كذلك عبر عن تأييده بنشطات الحركة الصهيونية الأولى وخاصة بإقامة تجمعات زراعية يهودية في فلسطين.
أصر بن يهودا على التكلم بالعبرية فقط في بيته وطالب زوجته بأن يسمع أطفالهما العبرية لا غيرها. هذا أثار اتهمات ضده بأنه يسيء معاملة أطفاله. لم يبدأ ابنه الأكبر النطق إلا في الثالثة من عمره ولكنه كان فصيحا في العبرية وتعلم لاحقا لغات أخرى. كذلك عارض أبناء الطوائف اليهودية العريقة في القدس استخدام اللغة العبرية في الحياة اليومية لاعتبارها لغة مقدسة لا يمكن استعمالها إلا لغايات دينية. أدى الخلاف بين بن يهودا وقادة الطوائف اليهودية المقدسية إلى حبسه في السجن العثماني بعد أن اتهمه القادة اليهود بالتمرد ضد السلطات العثمانية. ثم أطلق سراحه بعد تدخل بعض القادة اليهود المعتدلين.
عانى بن يهودا وأبناء عائلته من الدرن. في 1891 توفيت زوجته من المرض، أما بن يهودا نفسه فانتعش، غير أنه لم يشف بشكل تام. بعد وفاة زوجه الأولى تزوج من أختها حيمدة.
في 1890 أسس بن يهودا «لجنة اللغة العبرية» التي جمعت كبار الأدباء واللغويين اليهود في فلسطين في ذلك الحين، حيث عملوا من أجل ترويج التعليم بالعبرية في المدارس اليهودية، واتخذوا قرارات بشأن الصيغة واللفظ المفضلة للغة العبرية في المدارس والمؤسسات.
من أهم المشاريع التي عكف عليها بن يهودا هو قاموس شامل للغة العبرية يشمل على جميع كلمات اللغة عبر التاريخ وعلى التجديدات التي اقترحها بن يهودا. تمكن بن يهودا من إصدار 5 مجلدات قبل وفاته، أما زميله   نفتالي هيرتس طور سيناي  فأكمل المشروع في 1959 حيث أصدر 11 مجلدا إضافية.

## وفاته
توفي إليعيزر بن يهودا في 16 ديسمبر 1922 بالقدس من مرض الدرن الذي عانى منه سنوات طويلة. دُفِنَ في المقبرة اليهودية على جبل الزيتون. في نوفمبر 2007، بمناسبة مرور 150 سنة منذ ولادته، أعلنته منظمة يونسكو التابعة للأمم المتحدة من كبار الأدباء الذين أثروا على الحضارة العصرية.
من الكلمات التي أبدعها بن يهودا والتي ما زالت مستعملة في العبرية العصرية:
| الكلمة  | اللفظ   | الترجمة    | ملاحظة                                                                                 |
| ------- | ------- | ---------- | -------------------------------------------------------------------------------------- |
| גלידה   | گليداه  | بوظة       | من جذر معناه التجميد أو التصلب، حيث يشابه كلمة gelati بالإيطالية                       |
| בובה    | بوباه   | دمية       |                                                                                        |
| מדרכה   | مدراخاه | رصيف شارع  | من جذر معناه "داس الأرض"                                                               |
| רכבת    | راكيڤت  | قطار       | من جذر معناه "الركب"، أبدعها عند إنشاء أول خط قطار بين يافا والقدس.                    |
| אדיב    | آديڤ    | مؤدب، لطيف | من كلمة أديب العربية                                                                   |
| משטרה   | مشطاراه | شرطة       | من كلمة שוטר ("شوطير") في التوراة معناها مراقب                                         |
| רשמי    | رشمي    | رسمي       | من جذر معناه الكتابة أو الرسوم حيث يشابه كلمة رسمي بالعربية                            |
| יוזמה   | يوزماه  | مبادرة     | من جذر معناه التفكير                                                                   |
| עירייה  | عيرياه  | بلدية      | من كلمة עיר ("عير") معناها مدينة، وأبدعها حسب كلمة بلدية العربية المأخوذة من كلمة بلد. |
| אווירון | آڤيرون  | طائرة      | من كلمة אוויר ("آڤير") معناها جوّ                                                       |

## راجع أيضا
- لجنة اللغة العبرية
- إحياء اللغة العبرية